# Apahunik
Apahunik (en armeni Ապահունիք) va ser un districte de la província històrica del Tauruberan, al nord del llac Van (sense tocar a la costa).
Limitava al nord amb el Bagrevand (del que el separa el riu Mel o Megh), a l'est amb l'Akhiovit; al sud amb el Beznunik (marcant el límit el puig Sipan), i a l'oest amb el Kori, el Hark i el Dalar. La ciutat de Mantziciert era al centre-oest de la regió a la riba del riu Badnots que creua el territori d'est a oest. Va pertànyer inicialment als Apahuní i després als Reixtuní. El 771 va ser ocupat per l'emir qaisita Djahap al-Qaisi i es van convertir en l'emirat Qaysita.